# Publius Ostorius Scapula
Publius Ostorius Scapula (overleden 52) was een Romeins staatsman en generaal, die van 47 n.Chr. tot zijn dood gouverneur van Britannia was. Hij was verantwoordelijk voor het verslaan en de gevangenneming van Caratacus.

## Afkomst
Publius Ostorius Scapula was waarschijnlijk de zoon van Quintus Ostorius Scapula, de eerste gezamenlijke, door Augustus benoemde commandant van de pretoriaanse garde. Later was zijn oom prefect van het Romeinse Egypte.

## Carrière
Er is niets bekend van zijn vroege carrière. Waarschijnlijk in 46 n.Chr was hij consul. In de winter van 47 werd hij door de keizer Claudius als opvolger van Aulus Plautius tot tweede gouverneur van Britannia benoemd. 
Bij zijn aantreden waren het zuiden en oosten van het eiland al stevig in de macht van de Romeinen. Ook waren er verdragen gesloten met stammen die zich buiten het door Rome veroverde gebied bevonden. Andere stammen bleven zich echter verzetten. Aangezien zij geloofden dat een nieuwe gouverneur zou aarzelen om zo laat in het jaar nog campagne te voeren, zagen zij dit als een gunstig moment voor aanvallen en opstanden. 